# مينهارد، دوق كارينثيا
مينهارد الثاني من غوريتسيا-تيرول (1238 - 1 نوفمبر 1295)؛ كان دوق كارينثيا ومارغريف كارنيولا (1286-1295) وكونت تيرول (1258-1295).
مينهارد هو ابن مينهارد الثالث من غوريتسيا وأدلهيد من تيرول؛ وفي 1259 تزوج من إليزابيث من بافاريا أرملة كونراد الرابع ملك ألمانيا والتي تكبره بـ عشرة سنوات، وأيضا استطاع مساندة ابن زوجته كونرادين في حملته على إيطاليا في 1267، وعند وفاته ساند الكونت رودولف من هابسبورغ الذي انتخب ملك الرومان في 1273 وأيضا كان حليفه خلال صراعه مع أوتوكار الثاني ملك بوهيميا، وبسبب دعمه في هذه الصراعات كُفئ أخيراً بـ كارينثيا.

## الأبناء
انجبت له زوجته:-
- إليزابيث (1262-1312)؛ تزوجت من ألبرشت الأول ملك ألمانيا أبن حليفه رودولف.
- أوتو الثالث، دوق كارينثيا (1265-1310).
- ألبرشت الثاني؛ دوق كارينثيا وكونت تيرول، توفيت.1292.
- لويس؛ دوق كارينثيا وكونت تيرول، توفي.1305.
- ييندرييش (هاينريش) ملك بوهيميا (ح.1270-1335)؛ وأيضا دوق كارينثيا وكونت تيرول.
- أغنيس (توقيت.1293)؛ تزوجت من فريدرش الأول، مارغريف مايسن.